# Kiedy będziesz moją
Kiedy będziesz moją (hiszp. Cuando seas mía) – meksykańska telenowela wyprodukowana w latach 2001–2002.
W rolach głównych Silvia Navarro i Sergio Basañez. Adaptacja kolumbijskiej telenoweli Café, con aroma de mujer (1994-1995).

## Wersja polska

### Zone Romantica
W Polsce telenowela była emitowana po raz pierwszy w telewizji Zone Romantica w 2003 roku.

### TVN
Telenowela była emitowana także na kanale iTVN. Ostatni 238. odcinek wyemitowano 29 grudnia 2010 o godzinie 07:40. Autorką tekstu była Olga Krysiak. Lektorem serialu był Mirosław Utta.

## Obsada
- Silvia Navarro – Teresa Suárez Domínguez "Paloma" / Elena Olivares Maldonado
- Sergio Basañez – Diego Sánchez Serrano
- Martha Cristiana – Berenice Sandoval Portocarrero de Sánchez Serrano
- Anette Michel – Bárbara Castrejón de Sánchez Serrano
- Rodrigo Abed – Fabián Sánchez Serrano Vallejo
- Evangelina Elizondo – Doña Inés Ugarte Vda. de Sánchez Serrano "Mamáne"
- Sergio Bustamante – Juan Francisco Sánchez Serrano Ugarte
- Margarita Gralia – Ángela Vallejo de Sánchez Serrano
- Laura Padilla – Soledad Suárez "Chole"
- Ana Serradilla – Daniela Sánchez Serrano
- Iliana Fox – Diana Sánchez Serrano
- Juan Pablo Medina – Bernardo Sánchez Serrano Vallejo
- Luis Felipe Tovar – Miguel Tejeiros y Caballero
- Rodrigo Cachero – Mariano Sáenz
- Alejandro Lukini – Jeremy MacGregor
- Gloria Peralta – Marcia Fontalvo
- Fernando Sarfatti – Giancarlo Mondriani
- Enrique Becker – Lic. Jorge Latorre
- Homero Wimmer – Dr. Roberto Avellaneda
- José Carlos Rodríguez – Carlos Fontalvo
- Adriana Parra – Ximena de Fontalvo
- Ramiro Huerta – Aurelio
- Adrián Makala – Harold McKlane
- Daniela Schmidt – Antonia
- Claudine Sosa – Josefina
- Leonardo Daniel – Joaquín Sánchez Serrano Ugarte
- Jesús Estrada – Juancho
- Tania Arredondo – Leonor
- Carolina Carvajal – Matilde
- Guillermo Larrea – Juan Manuel Quiroz
- Gabriela Andrade – Margarita
- Carmen Delgado – Constanza Portocarrero de Sandoval
- Alejandro Ciangherotti II – Ricardo Sandoval
- José González Márquez – Lorenzo Sánchez Serrano

## Nagrody
| Rok  | Nagroda       | Kategoria       | Osoba                | Wynik   |
| ---- | ------------- | --------------- | -------------------- | ------- |
| 2002 | Premios Bravo | Najlepszy aktor | Sergio de Bustamante | Wygrana |